# Althanus annamita
Althanus annamita är en skalbaggsart som beskrevs av Cooman 1939. Althanus annamita ingår i släktet Althanus och familjen stumpbaggar. Inga underarter finns listade i Catalogue of Life.